# Operacja Slapstick
Operacja Slapstick – aliancka operacja desantowa w południowych Włoszech w czasie II wojny światowej,  przeprowadzona 9 września 1943 roku.
Celem operacji było zajęcie – przy pomocy desantu od strony morza 1 Brytyjskiej Dywizji Spadochronowej – miasta Tarent, ważnej bazy Włoskiej Marynarki Wojennej. W związku z tym, że rząd włoski ogłosił dzień wcześniej kapitulację wobec sił Sprzymierzonych, a w południowych regionach Półwyspu Apenińskiego prawie nie było Niemców, oddziały brytyjskie nie musiały dokonywać desantu na plażach, a wyokrętowały się bezpośrednio w porcie. Oporu nie było i port wraz z miastem zostały zajęte niemal bez ofiar i we współdziałaniu z Regia Marina, która przeszła na stronę Aliantów.
Royal Navy straciła jedynie stawiacz min HMS "Abdiel", który w Zatoce Tarenckiej wszedł na minę i zatonął, zabierając ze sobą 48 marynarzy i 101 spadochroniarzy. 
Amerykańska 5 Armia tego samego dnia, w ramach operacji Avalanche wysadziła desant pod Salerno. Wcześniej (3 września) 8 Armia Brytyjska opanowała "czubek włoskiego buta" wysadzając desant pod Reggio di Calabria (operacja Baytown).